# نالدفايك
نالدفايك (تنطق بالهولندية: [ˈnaːltʋɛi̯k]) هي بلدة بهولندا مقاطعة جنوب هولندا. وهي جزء من بلدية فيستلاند، وتقع حوالي 10 كم جنوب غرب لاهاي.

## أعلام
- سوزان فان فيين
- كوني ماير
- جاك ميدلبرغ
- ماندي فان دن بيرغ